# Nettenchelys erroriensis
Nettenchelys erroriensis är en fiskart som beskrevs av Karmovskaya, 1994. Nettenchelys erroriensis ingår i släktet Nettenchelys och familjen Nettastomatidae. Inga underarter finns listade i Catalogue of Life.